# Pherbellia priscillae
Pherbellia priscillae är en tvåvingeart som beskrevs av Knutson och Amnon Freidberg 1983. Pherbellia priscillae ingår i släktet Pherbellia och familjen kärrflugor.
Artens utbredningsområde är Israel. Inga underarter finns listade i Catalogue of Life.